# Unité statistique
Les unités statistiques sont les éléments des populations, dans le langage des statisticiens. On parle aussi plus communément d'individus (les premières statistiques étant des études démographiques).
Selon le cas, l'unité statistique peut être un individu, un ménage, une entreprise, un établissement, une commune, un département, une région ou encore un pays.